# Wiegensee
Der Wiegensee liegt nordöstlich des Ortsteils Partenen im österreichischen Bundesland Vorarlberg im Gemeindegebiet von Gaschurn. Am Fuß der Versalspitze, auf einer Höhe von 1925 m ü. A. gelegen, kann der See nur zu Fuß erreicht werden.
Der nährstoffarme Moorsee liegt inmitten des 65 Hektar großen FFH-Gebiets Wiegensee (AT3413000). Dieses wiederum ist Teil des Europaschutzgebiets Verwall. Zu dessen Schutzinhalt gehören naturnahe lebende Hochmoore, Übergangs- und Schwingrasenmoore, Torfmoos-Schlenken, Silikatschutthalden der montanen bis nivalen Stufe sowie ein Bergkiefern-Moorwald.
Im Jahr 2021 wurde der See im Rahmen der ORF-Sendung 9 Plätze – 9 Schätze zum schönsten Platz Österreichs gewählt.